# انواع سه‌گانه قاعده مشروعیت
انواع سه‌گانه قاعده مشروعیت (به انگلیسی: The Three Types of Legitimate Rule) و (به آلمانی: Die drei reinen Typen der legitimen Herrschaft) عنوان مقاله‌ای است که توسط ماکس وبر (۲۱ آوریل ۱۸۶۴–۱۴ ژوئن ۱۹۲۰) اقتصاددان و جامعه‌شناس آلمانی نوشته شده‌است و نظریه اقتدار سه‌گانه او را شرح می‌دهد. این مقاله اولین بار در سال ۱۹۲۲ در مجله «سالنامه پروس» ۲–۱، ۱۸۷ منتشر شد. در سال ۱۹۵۸ ترجمه به زبان انگلیسی آن توسط هانس گرث در مجله «انتشارات برکلی در جامعه و موسسات» ۴ (۱):۱–۱۱ منتشر شد. وبر همچنین در مقاله مشهور به سیاست به مثابه حرفه به سه نوع حکومت مشروع اشاره نموده‌است.
ایدهٔ وبر در مورد حکومت مشروع نیز در کتاب مفاهیم اساسی جامعه‌شناسی و نظریه سازمان اجتماعی و اقتصادی منتشر شده‌است.

ترجمه واژه آلمانی سلطه در مرکز درک نظر وبر در مورد مشروعیت سیاسی قرار دارد. واژهٔ «قاعده» در ترجمه مقاله سال ۱۹۵۸ توسط مترجم اصلی آثار وبر، هانس گرث استفاده شد که در اینجا هم به همان شکل به عنوان مقاله ترجمه شده‌است. مترجمان دیگر وبر از جمله الکساندر ام. هندرسون و تالکوت پارسونز قانون را به «اقتدار» ترجمه کرده‌اند. مترجمان آثار وبر، تونی واترز و داگمار واترز در مورد دشواری‌های ترجمه سلطه نیز بحث می‌کنند و معمولاً از «سلطه» علاوه بر اصل سلطه آلمانی استفاده می‌کنند.
به گفته وبر، باور به مشروعیت یک نظام سیاسی فراتر از فلسفه است و مستقیماً به ثبات و اقتدار نظام دولتی کمک می‌کند. همه حاکمان توضیحی برای برتری خود دارند، توضیحی که عموماً پذیرفته شده‌است ولی در هنگام بحران می‌تواند مورد سؤال قرار گیرد.وبر تنها سه دسته از راهبردهای مشروعیت‌بخشی (که آنها را سنخ آرمانی می‌نامد) می‌بیند که برای توجیه حق حاکمیت حاکمان استفاده می‌شوند:
- اقتدار عقلانی - قانونی مبتنی بر نظامی از قاعده است که از نظر اداری و قضایی مطابق با اصول شناخته شده اعمال می‌شود. اشخاصی که آن قوانین را اداره می‌کنند، بر اساس مراحل قانونی انتصاب یا انتخاب می‌شوند. مافوق همچنین مشمول قوانینی هستند که اختیارات آنها را محدود می‌کند، زندگی خصوصی آنها را از وظایف رسمی جدا می‌کند و به اسناد کتبی نیاز دارد.[۶]

- اقتدار سنتی مبتنی بر نظامی است که در آن اقتدار مشروع است زیرا همیشه وجود داشته‌است. افراد صاحب قدرت معمولاً از آن لذت می‌برند زیرا آن را به ارث برده‌اند. مقامات یا از حافظان شخصی (در یک رژیم سلطه موروثی) یا از متحدان وفادار شخصی، مانند دست‌نشاندگی یا اربابان خراجگزار (در یک فئودالیسم) تشکیل می‌شوند. امتیازات آنها معمولاً مشابه اختیارات حاکم بالاتر از آنها است که فقط از مقیاس آنها کاسته می‌شود و آنها نیز اغلب بر اساس وراثت انتخاب می‌شوند.[۷]

- اقتدار کاریزماتیک مبتنی بر کاریزمای رهبر است که نشان می‌دهد به واسطه قدرت‌های جادویی، پیشگویی‌ها، قهرمانی و غیره، حق رهبری را دارد. پیروانش به حق رهبری او به دلیل ویژگی‌های منحصر به فرد او (جذابیت او) احترام می‌گذارند و نه بختاطر سنت یا قوانین قانونی. مقامات متشکل از کسانی هستند که ارادت شخصی خود را به حاکم نشان داده‌اند و از کسانی که دارای کاریزمای خاص خود هستند.[۷]

انواع اقتدار در طول زمان تغییر می‌کند، زمانی که حاکمان دیگر از نظام راضی نیستند. مثلاً، پس از مرگ یک رهبر کاریزماتیک، پیروان او، اگر کاریزمای سلف خود را نداشته باشند، سعی در ایجاد نظامی مبتنی بر سنت یا قانون خواهند داشت. از سوی دیگر، این نظام‌ها می‌توانند با ظهور یک رهبر کاریزماتیک جدید، به ویژه در زمان بحران‌های اقتصادی یا نظامی، به چالش کشیده شوند.
این «نوع آرمانی» تقریباً همیشه در ترکیب با «نوع آرمانی» دیگر یافت می‌شوند؛ مثلاً، کاریزمای خانوادگی (مهم در پادشاهی و نظام کاست هند) ترکیبی از عناصر کاریزماتیک و سنتی است، در حالی که نهادی (در همه سازمان کلیسا وجود دارد، اما در کشیشان که موفق به توسعه چنین سازمانی نمی‌شود، غایب است) ترکیبی از عناصر کاریزماتیک و قانونی است.